# Черевков, Евтей Иванович
Евте́й Ива́нович Черевко́в (1754—?) — русский генерал-майор, донской казак.

## Биография
Родился в 1754 году (по другим данным в 1755 году) в станице Раздорской и происходил из казачьей семьи Войска Донского.
Вступив в службу в 1772 году казаком, в чине полкового писаря, принимал участие в Русско-турецкой войне 1768—1774 гг.
В 1775 году Черевков находился при казачьих полках на Задонской стороне для обороны границ от набегов Закубанских народов.
В 1776 году, в чине сотника, был послан в Петербург, где и оставался до 1787 года, когда был переведен в Екатеринославское казачье войско.
В 1789 году Черевков участвовал в турецкой кампании и был в сражениях под Паланкою, Аккерманом, Бендерами и во многих других.
В 1797 году, в чине майора, он был назначен частным экспедитором при войсковой канцелярии Войска Донского.
В марте 1799 года был произведен был в полковники, а 19 декабря того же года был уволен от службы с чином генерал-майора.
В 1803 году Черевков был утвержден в должности непременного присутствующего войсковой канцелярии и оставался в этой должности до 1808 года.
Во время Отечественной войны 1812 года, уже в преклонном возрасте, Евтей Иванович атаманом Платовым был назначен окружным начальником 1-го Донского округа Области войска Донского. Когда в августе 1812 года царь Александр I обратился к атаману Платову и наказному атаману Денисову, учитывая их боевой опыт, помочь России в тяжёлый момент, когда враг был у ворот Москвы — Евтей Черевков на вверенном ему участке вместе с помощником — полковником Кошкиным, а также с Сыскным начальством и станичными атаманами проделал большую работу по формированию народного ополчения. Всего Черевков сформировал четыре полка (из 24-х на Дону), которые двинулись маршем 13 сентября 1812 года в район Тулы.
Дата и место смерти Черевкова неизвестны.

### Семья
- Женился в двадцать лет на Феодоре Казминичне Бобриковой, дочери войскового старшины.
- От их брака родились три сына — Фёдор (род. 1776), Пётр (род. 1780), Иван (род. 1789) и дочь — Елена (род. 1791).

## Память
За ревностную службу Евтей Иванович на левой стороне реки Большая Гнилуша при Скельке 28 апреля 1802 года получил имение и переселил в него крестьян с берегов речки Мокрый Лог. Так появился посёлок Скелеватский (в настоящее время входит в состав города Красный Сулин).

## Награды
- Награждён орденами Российской империи.
- Почетный гражданин станицы Раздорской.